# Forcipomyia vexillarius
Forcipomyia vexillarius är en tvåvingeart som beskrevs av Debenham 1987. Forcipomyia vexillarius ingår i släktet Forcipomyia och familjen svidknott. Inga underarter finns listade i Catalogue of Life.